# (59800) Astropis
(59800) Astropis est un astéroïde de la ceinture principale.

## Description
(59800) Astropis est un astéroïde de la ceinture principale. Il fut découvert le 14 août 1999 à l'Observatoire d'Ondřejov par Petr Pravec et Peter Kušnirák. Il présente une orbite caractérisée par un demi-grand axe de 2,61 UA, une excentricité de 0,08 et une inclinaison de 21,6° par rapport à l'écliptique.

## Compléments